# 하이그라운드 (연예기획사)
하이그라운드(영어: HIGHGRND)는 2015년 3월에 에픽하이의 멤버 타블로가 창립한 기획사 및 음반사이다.
현재 레이블이 문을 닫은 상태이며, 업무 부서도 YG 엔터테인먼트의 신생 레이블 YGX로 옮겨졌다.

## 과거 소속 음악가
- 혁오 (오혁, 임동건, 이인우, 임현제)
- 검정치마 (조휴일)
- 밀릭
- 펀치넬로
- 오프온오프 (영채널, 콜드)
- 코드쿤스트
- 인크레더블
- 8
- 이디오테잎 (디구루, 제제, 디알)
- 노라조 (조빈, 원흠)